# Ахурян
Ахуря́н (Западный Арпачай) (арм. Ախուրյան, осман. ارپه چاى‎, тур. Arpaçay) — река, протекающая по Армянскому нагорью на Южном Кавказе. Является левым притоком Аракса. В верхнем течении протекает по территории Армении, в нижнем — по границе Армении с Турцией. Вытекает из Арпиличского водохранилища, впадает в Аракс близ села Багаран.

## Название
В урартской надписи VIII века до н. э. из Сарыкамыша упоминается город Ахуриани, что связывается с названием реки Ахурян. Название «Ахурян» упоминается Мовсесом Хоренаци. По-турецки река называется Арпачай или Западный Арпачай, это название иногда переводят как «Ячменная река» (от тур. Arpa: ячмень обыкновенный).

## Географическая и физическая характеристика
Река берёт начало на плато на высоте 2023 м, вытекая из созданного в 1950 году Арпиличского водохранилища. Течёт около 15 км на восток по влажным лугам, принимая в себя несколько берущих начало на Кечутском хребте притоков. Здесь берега болотистые, течение медленное.
Затем русло поворачивает на юг и выходит на Ширакское плато. Здесь река течёт по глубокому скалистому ущелью, достигающему местами 400 м глубиной, разрезая на своём пути лавовое поле вулканического происхождения. Несколькими километрами ниже железнодорожной станции Агин Ахурян перегорожен плотиной, образующей Ахурянское водохранилище. В последнее впадает крупнейший приток Ахуряна — река Карс.
Гидрологические режимы реки и притоков, рельеф (геоморфология) и палеонтология бассейна изучены в трудах Думитрашко, Г. К. Габриеляна, С. П. Бальяна, М. О. Давояна.
В геоморфологии бассейна отмечены следы древних речных долин, а также процессы перетекания и перехватов.
В долине Ахуряна северо-западнее Гюмри наблюдаются оползни, нарушающие почвенно-растительный покров и разрушающие поселения. Так, село Мармашен на левом берегу было разрушено до основания и перенесено на туфовую возвышенность.
У села Багаран впадает в Аракс. В районе впадения реки Ахурян в Аракс дорога М-5 меняет индекс на М-9.
Крупные притоки Ахуряна: справа — Карахан, Карс, Чарьюн, Аладжан (река Ани) и Текор, слева — Карангум.
Длина — 186 км, 2/3 которых проходит по армяно-турецкой границе. Площадь водосборного бассейна — 9670 км². На реке построены Карнутское и Ахурянское водохранилища. Воды используются в основном для орошения. Вблизи Гюмри на реке расположена малая Гюмрийская (Ленинаканская) ГЭС, одна из старейших в Армении (пущена в 1928 году).
В 1973 году было заключено соглашение между Правительством СССР и Правительством Турецкой республики о сотрудничестве и строительстве плотины и водохранилища на пограничной реке Ахурян. Армения наделена правом использовать половину стока двух трансграничных рек Аракс и Ахурян которые дополнительно увеличивают баланс водных ресурсов республики на 0,94 км³/год.
В 1985 году у реки Ахурян в Ширакской области началось строительство водохранилища Капси, однако в 1993 году оно было приостановлено. Высота дамбы была доведена до 20 м вместо проектных 73 м. В 2013 году было решено восстановить водохранилище.
В основном в реке встречаются рыбы рода карповые. Наблюдались следующие виды рыб:
- Пёстрый толстолобик (Aristichthys nobilis)
- Жерех (Aspius aspius)
- Карп (Barbus lacerta cyri)
- Усач-чанари (Barbus capito)
- Мурца (Barbus mursa)
- Подуст куринский (Chondrostoma cyri)
- Карп европейский (Cyprinus carpio carpio)
- Куринский пескарь (Gobio persus)
- Чёрный амур (Mylopharyngodon piceus)
- Обыкновенный сом (Silurus glanis)

## Побережье
На левом берегу реки находится второй по величине город Армении — Гюмри. На берегах Ахуряна были расположены четыре из двенадцати древних столиц Армении — Еразгаворс, Ани, Багаран, построенный у устья Ахуряна царём Ервандом III Ервандашат; такие исторические поселения, как Ервандакерт, Мрен, Мармашен. По утверждению архитектора Тороса Тораманяна, в древности было построено 9 мостов через Ахурян на участке от Мармашена до впадения в Аракс. Ширина сводов некоторых из них достигала 23-30 м. Остатки большинства из этих мостов сохранились до сих пор.
В начале XIX века на берегах реки состоялось Арпачайское сражение между российскими и турецкими войсками эрзерумского сераскира Юсуфа-паши.

## Галерея
- Разрушенный мост через реку, 1850-е